# (1540) Kevola
(1540) Kevola – planetoida z pasa głównego asteroid okrążająca Słońce w ciągu 4 lat i 298 dni w średniej odległości 2,85 au. Została odkryta 16 listopada 1938 roku w Obserwatorium Iso-Heikkilä w Turku przez Liisi Otermę. Nazwa planetoidy pochodzi od miejscowości Kevola, gdzie znajduje się Obserwatorium Kevola. Przed nadaniem nazwy planetoida nosiła oznaczenie tymczasowe (1540) 1938 WK.